# Loyola University Chicago
Die Loyola University Chicago ist eine private Universität in Chicago im US-Bundesstaat Illinois.
Mit über 15.000 Studenten ist sie die größte Jesuitenhochschule in den USA. Sie wurde 1870 als Saint Ignatius College gegründet und ist eine von 28 Mitgliedshochschulen der Association of Jesuit Colleges and Universities. Sie hat neben dem Standort in Chicago Niederlassungen in Rom und Peking.
Das Inter-University Seminar on Armed Forces and Society hat hier seinen Sitz.

## Sport
Die Sportteams der Loyola University Chicago sind die Ramblers. Die Hochschule ist Mitglied in der Atlantic 10 Conference.

## Persönlichkeiten
- Felix Biestek (1912–1994), Hochschullehrer
- David Draiman (* 1973), Sänger von Disturbed
- Gerard Egan (* 1930), Hochschullehrer
- Eric Gehrig (* 1987), Fußballspieler
- James Iha (* 1968), Gitarrist der Smashing Pumpkins und A Perfect Circle
- Marsha M. Linehan (* 1943), Psychologin
- Jennifer Morrison (* 1979), Schauspielerin
- Daniel Quinn (1935–2018), Autor
- Bill Rancic (* 1971), Gewinner der Show The Apprentice (erste Staffel)
- Devon Price, Hochschullehrer